# Railleu
Railleu en francés y oficialmente, Ralleu en catalán, es una localidad  y comuna francesa, situada en el departamento de Pirineos Orientales en la región de Languedoc-Rosellón y comarca histórica del Conflent. 
A sus habitantes se les conoce por el gentilicio de raillannencs en francés o rallevat, rallevada, ralleuenc, ralleuenca en catalán.

## Demografía
| 2 | 25 | 11 | 10 | 11 | 16 |
| Para los censos de 1962 a 1999 la población legal corresponde a la población sin duplicidades (Fuente: INSEE [Consultar]) |    |    |    |    |    |